# Okręg wyborczy Banbury
Okręg wyborczy Banbury jest jednym z okręgów wyborczych do brytyjskiej Izby Gmin. Powstał w 1553 r. i wysyła do parlamentu westminsterskiego jednego deputowanego. Okręg położony jest w północno-wschodniej części hrabstwa Oxfordshire, wokół miasta Banbury.

## Reprezentanci okręgu Banbury w brytyjskiej Izbie Gmin

### Deputowani w latach 1553-1660
- 1559–1567: Francis Walsingham
- 1571–1583: Anthony Cope
- 1586–1601: Anthony Cope
- 1604–1622: William Cope
- 1624–1625: Erasmus Dryden
- 1625: William Cope
- 1625–1626: James Fiennes
- 1628–1629: John Crew
- 1640–1648: Nathaniel Fiennes
- 1659: Nathaniel Fiennes

### Deputowani po 1660
- 1660–1661: Anthony Cope
- 1661–1685: John Holman
- 1685–1689: Dudley North
- 1689–1698: Robert Dashwood
- 1698–1699: James Isaacson
- 1699–1701: John Cope
- 1701–1713: Charles North
- 1713–1722: Jonathan Cope
- 1722–1727: Monoux Cope
- 1727–1730: Francis North
- 1730–1733: Toby Chauncy
- 1733–1740: William Knollys
- 1740–1746: William Moore
- 1746–1754: John Willes
- 1754–1790: Frederick North, lord North
- 1790–1792: George North, lord North
- 1792–1794: Frederick North
- 1794–1796: William Holbech
- 1796–1806: Dudley North
- 1806–1808: William Praed
- 1808–1812: Dudley North
- 1812–1819: Frederick Sylvester North Douglas
- 1819–1826: Heneage Legge
- 1826–1830: Arthur Charles Legge
- 1830–1831: Henry Villiers-Stuart
- 1831–1832: John Easthope
- 1832–1859: Henry William Tancred
- 1859–1859: Bernhard Samuelson
- 1859–1865: sir Charles Eurwicke Douglas
- 1865–1895: sir Bernhard Samuelson
- 1895–1906: Albert Brassey
- 1906–1910: Eustace Twisleton-Wykeham-Fiennes, Partia Liberalna
- 1910–1910: Robert Bingham Brassey
- 1910–1918: Eustace Twisleton-Wykeham-Fiennes, Partia Liberalna
- 1918–1922: Rhys Rhys-Williams, Partia Liberalna
- 1922–1945: Albert Edmondson, Partia Konserwatywna
- 1945–1959: Douglas Dodds-Parker, Partia Konserwatywna
- 1959–1983: Neil Marten, Partia Konserwatywna
- 1983 – Tony Baldry, Partia Konserwatywna

## Wyniki wyborów w okręgu Banbury

### Wybory powszechne 7 czerwca 2001
- Liczba oddanych głosów: 51 515
- Frekwencja: 61,1%
- Wyniki wyborów:
  - Tony Baldry, Partia Konserwatywna, 23 271 głosów (45,2%)
  - Leslie Sibley, Partia Pracy, 18 052 głosy (35%)
  - Tony Worgan, Liberalni Demokraci, 8216 głosów (15,9%)
  - Bev Cotton, Partia Zielonych Anglii i Walii, 1281 głosów (2,5%)
  - Stephen Harris, Partia Niepodległości Zjednoczonego Królestwa, 695 głosów (1,3%)

### Wybory powszechne 5 maja 2005
- Liczba oddanych głosów: 56 209
- Frekwencja: 64,5%
- Wyniki wyborów:
  - Tony Baldry, Partia Konserwatywna, 26 382 głosy (46,9%)
  - Leslie Sibley, Partia Pracy, 15 585 głosów (27,7%)
  - Zoe Patrick, Liberalni Demokraci, 10 076 głosów (17,9%)
  - Alyson Duckmanton, Partia Zielonych Anglii i Walii, 1590 głosów (2,8%)
  - Diana Heimann, Partia Niepodległości Zjednoczonego Królestwa, 1241 głosów (2,2%)
  - James Starkney, Brytyjski Front Narodowy, 918 głosów (1,6%)
  - Chris Rowe, Your Party, 417 głosów (0,7%)